# Грин, Лиззи
Элизабет Энн Грин (англ. Elizabeth Anne Greene; род. 1 мая 2003 года, Даллас, Техас, США) — американская актриса

, наиболее известная главной ролью Дон Харпер в сериале «Никки, Рикки, Дикки и Дон».

## Карьера
13 сентября 2014 года Лиззи Грин впервые появилась на экранах в телесериала «Никки, Рикки, Дикки и Дон» в роли Дон Харпер. В 2018 году Грин начала сниматься в драматическом телесериале «Миллион мелочей».

## Фильмография
| Год       | Русское название          | Оригинальное название                      | Роль                                |
| --------- | ------------------------- | ------------------------------------------ | ----------------------------------- |
| 2014—2018 | Никки, Рикки, Дикки и Дон | Nicky, Ricky, Dicky & Dawn                 | Дон Харпер                          |
| 2014      | Грозная семейка           | The Thundermans                            | Морган, эпизодическая роль          |
| 2014      |                           | Damaged Goods                              | Молодая Николь                      |
| 2015      | Хоу Хоу Холидей           | Nickelodeon's Ho Ho Holiday                | играет саму себя                    |
| 2017      | Летний лагерь Никелодеон  | Nickelodeon's Sizzling Summer Camp Special | играет саму себя                    |
| 2017      | Крошечное рождество       | Tiny Christmas                             | Баркли                              |
| 2018—2023 | Миллион мелочей           | A Million Little Things                    | Софи Диксон                         |
| 2018      | Команда рыцарей           | Knight Squad                               | Теневой Призрак, эпизодическая роль |
| 2019      | Под одной крышей          | Cousins for Life                           | Натали, эпизодическая роль          |

## Награды и номинации
| Год  | Награда             | Категория                         | Работа                    | Результат |
| ---- | ------------------- | --------------------------------- | ------------------------- | --------- |
| 2016 | Young Artist Award  | Лучший молодой актёрский ансамбль | Никки, Рикки, Дикки и Дон | Номинация |
| 2016 | Kids’ Choice Awards | Любимая актриса телевидения       | Никки, Рикки, Дикки и Дон | Номинация |
| 2017 | Kids’ Choice Awards | Любимая женская телезвезда        | Никки, Рикки, Дикки и Дон | Номинация |
| 2018 | Kids’ Choice Awards | Любимая актриса телевидения       | Никки, Рикки, Дикки и Дон | Номинация |

## Личная жизнь
В свободное от съёмок время Лиззи любит рисовать, слушать музыку, плавать и играть в футбол.